# Марі-Жорж Бюффе
Марі-Жорж Бюффе́ (прізвище при народженні — Козеллек, фр. Marie-George Buffet (Kosellek); нар. 7 травня 1949) — французький державний і політичний діяч. Член з 1969 року і лідер (національний секретар) Французької компартії (2001-2010). Депутат Національних зборів Франції з 2002 року, міністр молоді та спорту Франції (1997-2002).

## Біографія
Народилася 7 травня 1949 у Со (регіон Іль-де-Франс).
Після глибокого вивчення історії та географії працювала у місті Ле-Плессі-Робінсон. У 1969 році вступила до Французької компартії. З 1984 року є членом ЦК ФКП, з 1994 року — член Політбюро, у 1997 році вступила до Національного секретаріату партії.
У період з 1997 по 2002 займала посаду міністра молоді та спорту Франції в уряді соціаліста Ліонеля Жоспена. На цій посаді відповідала за боротьбу з допінгом і створила новий консультативний орган – Національну раду у справах молоді.
У 2001 році займала посаду національного секретаря ФКП, але фактично партію очолював тандем (Бюффе-Ю). Після поразки Ю на президентських виборах 2002 року, Бюффе стала одноосібним головою партії. У 2002 році була обрана депутатом Національних зборів від департаменту Сен-Сен-Дені. У 2004 році очолювала список Компартії на регіональних виборах у рідному Іль-де-Франс. У 2005 году разом з партією виступала проти прийняття конституції ЄС.
Як лідер партії виступала на захист інтересів робітників, за надання безкоштовного житла для робочого класу за рахунок збільшення цін на промислові товари. Виступає на підтримку фемінізму.
У 2006 році у рамках президентських виборів 2007 року брала участь у мітинзі "анти-ліберального крила" з метою примирення Компартії та інших ліворадикальних рухів та висування єдиного кандидату на пост президента. Попри те, що Бюффе підтримали більшість учасників мітингу, їй довелося конкурувати з представником комуністично-троцкістського руху Олів'є Бензансо, який отримав більше голосів (1,5 млн голосів), ніж Бюффе (707,2 тис. голосів). Також вона змагалася за перемогу з Жозе Бове та Арлетт Легійє, іншими представниками ліворадикального руху, які отримали ще менше підтримки.
У 2007 році через вибори залишила посаду голови. У партії утворився директорат у складі: Бріджі Діонне, Жан-Франсуа Гау, Жоель Гредер, Мішель Лоран, Жан-Луї Лемоін. Втім у 2009 році Бюффе знову стала одноосібним лідером.
У 2009 році засудила виступ папи римського Бенедикта XVI стосовно презерватива та його ролі у боротьбі зі СНІДом. Ця подія викликала великий резонанс у Франції.
На XXXV З'їзді партії (18-20 червня 2010) залишила посаду Національного секретаря на користь П'єра Лорана.